# Mariano Coto
Mariano Coto Bersier (1 de septiembre de 2000) es un deportista argentino que compite en judo. Ganó dos medallas en el Campeonato Panamericano de Judo, bronce en 2023 y plata en 2025.

## Palmarés internacional
| Campeonato Panamericano | Campeonato Panamericano | Campeonato Panamericano | Campeonato Panamericano |
| Año                     | Lugar                   | Medalla                 | Categoría               |
| ----------------------- | ----------------------- | ----------------------- | ----------------------- |
| 2023                    | Calgary (Canadá)        | Medalla de bronce       | –90 kg                  |
| 2025                    | Santiago (Chile)        | Medalla de plata        | –90 kg                  |